# Irina Rodina
Irina Wiktorowna Rodina (ros. Ирина Викторовна Родина, ur. 23 lipca 1973) – rosyjska judoczka i sambistka. Olimpijka z Sydney 2000, gdzie zajęła siódme miejsce w wadze ciężkiej.
Uczestniczka mistrzostw świata w 1997, 1999, 2001 i 2003. Startowała w Pucharze Świata w latach 1992, 1993, 1995-2003 i 2007. Zdobyła jedenaście medali na mistrzostwach Europy w latach 1992-2003, w tym trzy w drużynie. Mistrzyni Rosji w 1993, 1994, 1996, 1997, 1998, 1999, 2000, 2004 i 2006; druga w 1992, 1993, 1994, 1995 i 2001; trzecia w 1998 roku.
Mistrzyni świata w sambo w 1997, 1998, 1999, 2001, 2002, 2004, 2005, 2006, 2008, 2009 i 2010; trzecia w 2003. Mistrzyni Europy w 1998, 2004, 2007, 2008 i 2009 roku.

## Letnie Igrzyska Olimpijskie 2000
| Konkurencja | Eliminacje                   | Eliminacje               | Repasaże                   | Repasaże               | Klas. końcowa |
| Konkurencja | Przeciwnik I                 | Przeciwnik II            | Przeciwnik I               | Przeciwnik II          | Miejsce       |
| ----------- | ---------------------------- | ------------------------ | -------------------------- | ---------------------- | ------------- |
| +78 kg      | Gulnara Kuszerbajewa (KAZ) Z | Mayumi Yamashita (JPN) P | Colleen Rosensteel (USA) Z | Kim Seon-young (KOR) P | 7.            |